# St. Andreas (Oberuttlau)

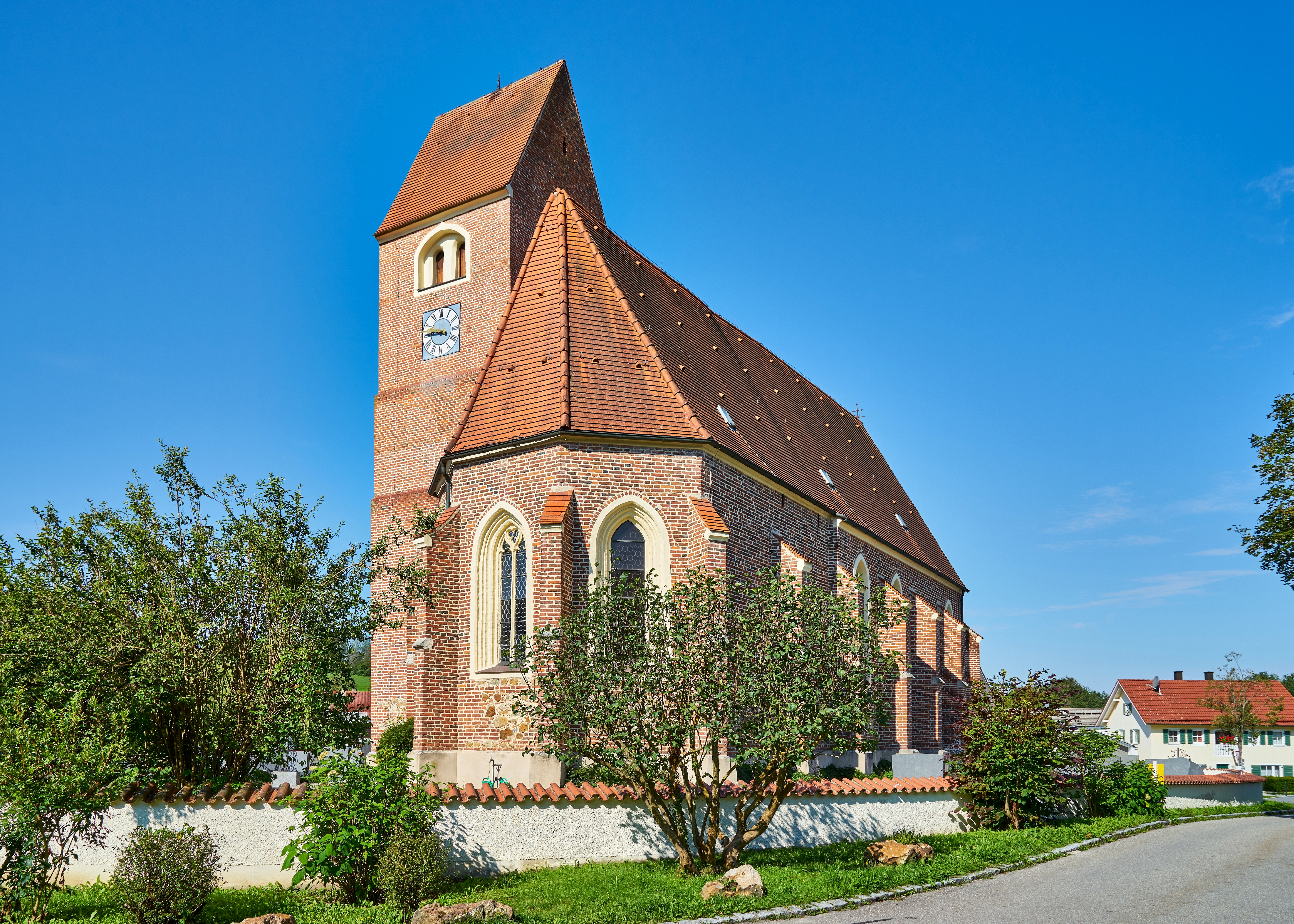
St. Andreas in Oberuttlau

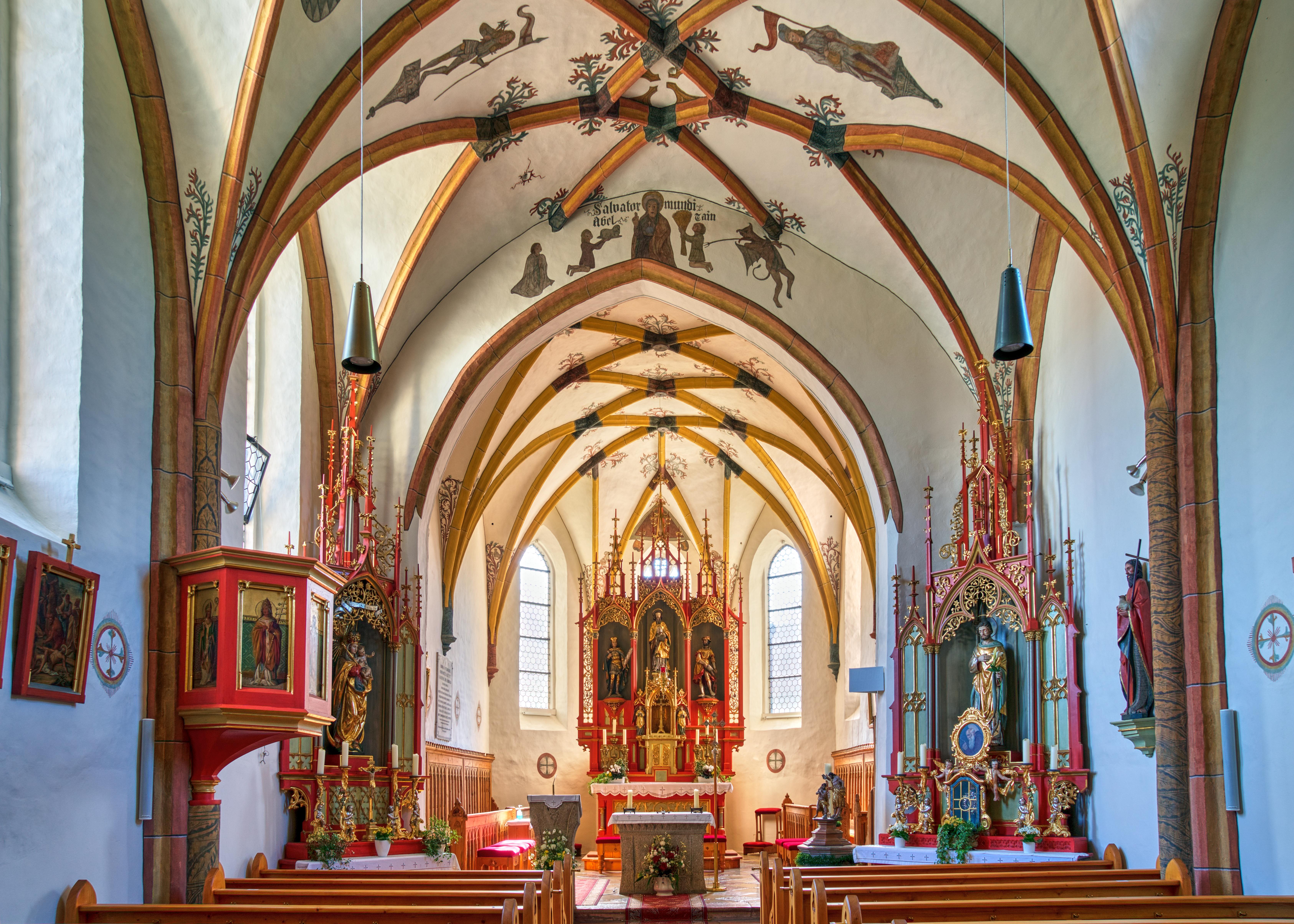
Innenansicht nach Osten

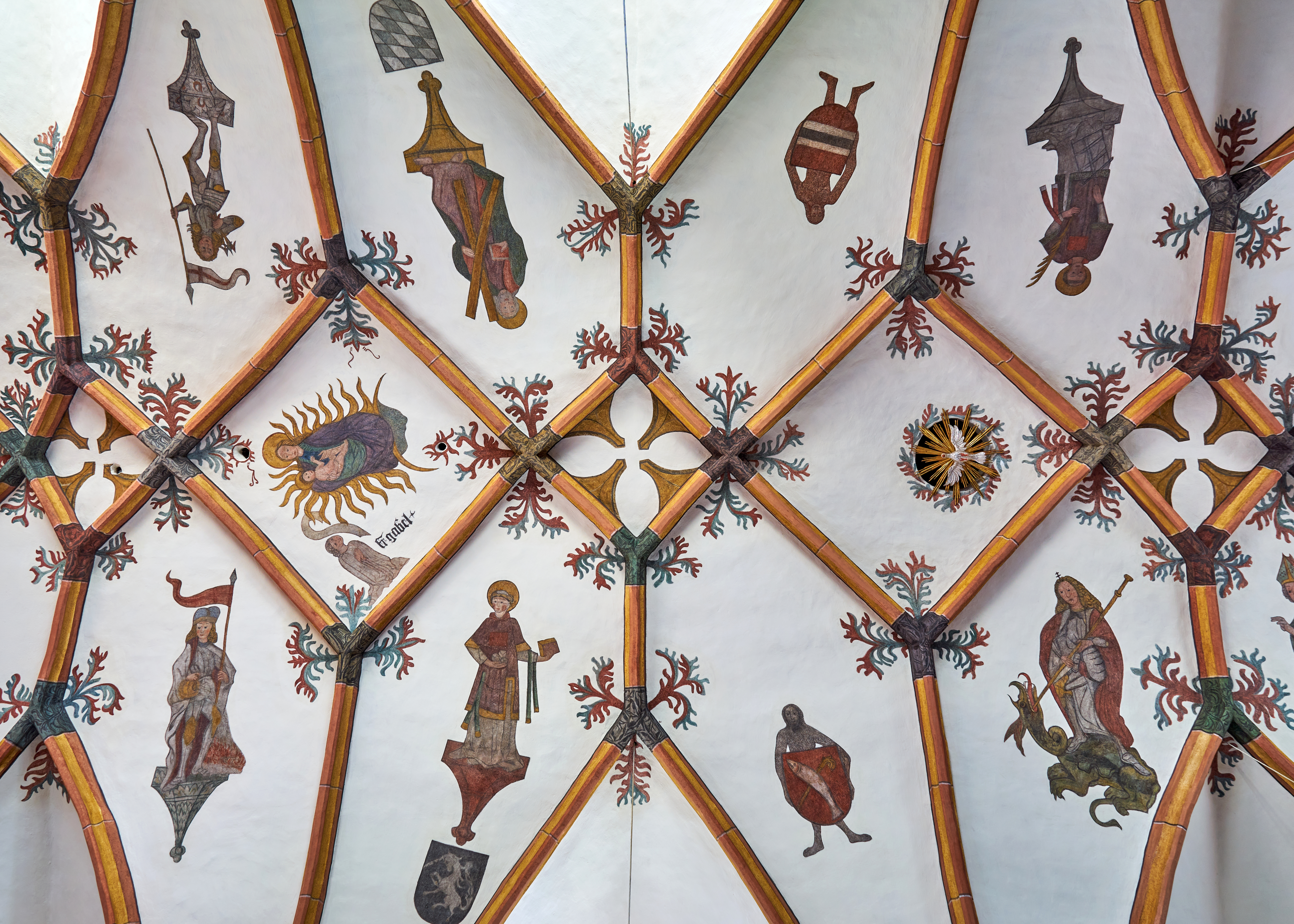
Gewölbemalereien im Langhaus

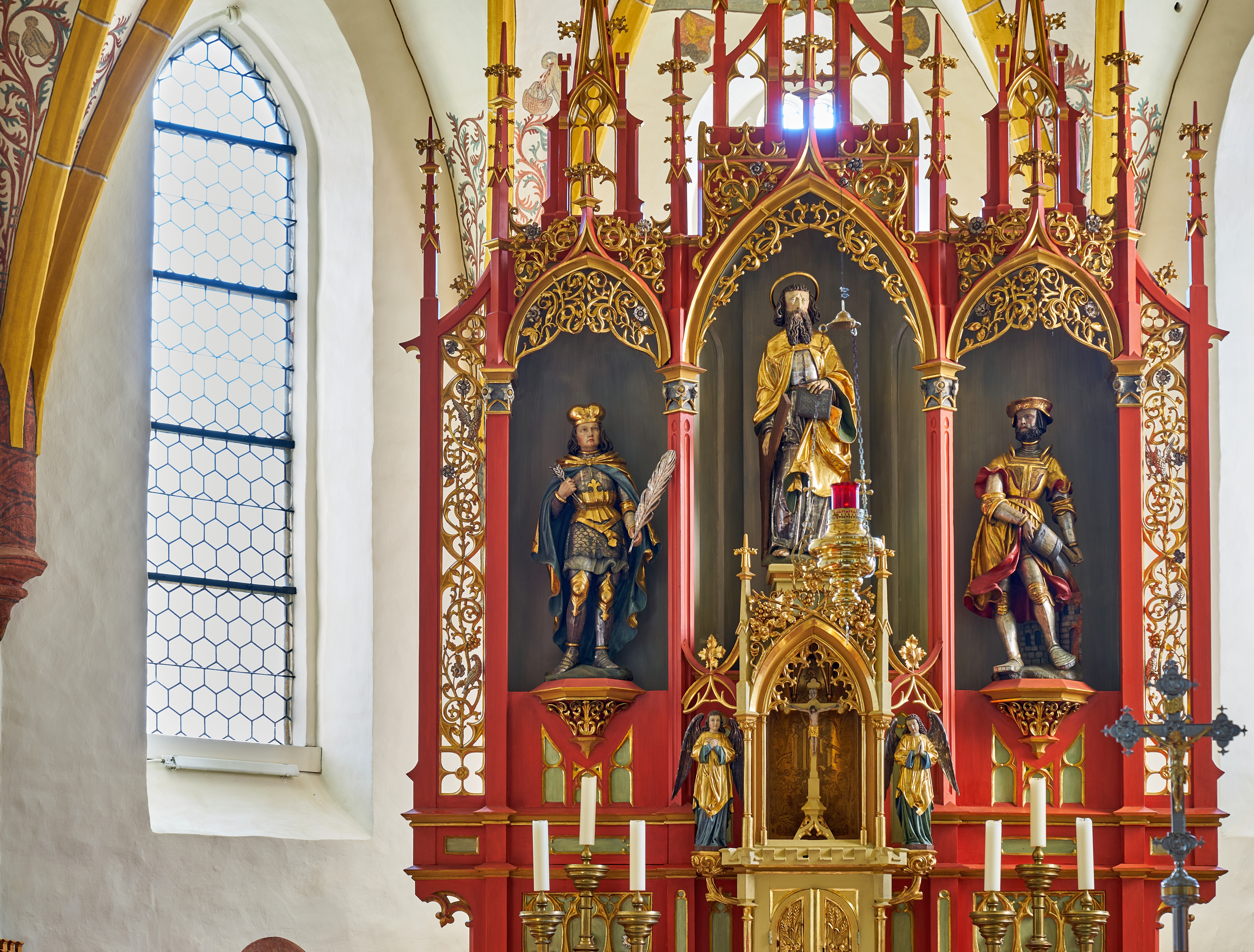
Figuren im Hauptaltar

Die römisch-katholische Pfarrkirche St. Andreas ist eine gotische Backsteinkirche im Ortsteil Oberuttlau von Haarbach im niederbayerischen Landkreis Passau. Sie gehört zum Pfarramt Haarbach im Dekanat Pocking des Bistums Passau.

## Geschichte und Architektur
Uttlau wurde im Jahr 1437 dem Prämonstratenser-Kloster St. Salvator Griesbach inkorporiert, das die Vikare stellte. Seit 1806 war die Pfarrei selbständig, seit 1977 gehört sie dem Pfarrverband Haarbach an.
Die Kirche in Oberuttlau ist eine kleine spätgotische Saalkirche in Backsteinmauerwerk unter Verwendung von Bruchstein, die teilweise verputzt ist. Der Chor ist nur sehr leicht eingezogen. An der Südseite ist ein Turm mit Satteldach angebaut. Das gesamte Bauwerk ist mit Strebepfeilern versehen.
Das vierjochige Schiff ist in vier Jochen mit einem Netzgewölbe mit unregelmäßig-fünfeckigen Rauten ähnlich der Wallfahrtskirche Grongörgen eingewölbt. Die Rippen werden von Halbrunddiensten abgefangen, die auf den flachen Schildbogenstellungen aufgelegt sind. Der zweijochige Chor endet in einem dreiseitigen Schluss. Ein Netzgewölbe in geknickter Reihung mit kleinen runden Schlusssteinen am Gewölbescheitel schließt den Chor ab. Die Rippen entwachsen aus halbrunden Wanddienststücken mit profilierten Konsolen.

## Ausmalung und Ausstattung
Eine bemerkenswerte Ausmalung aus der Zeit unmittelbar nach Fertigstellung der Kirche ist, wenn auch stark renoviert, erhalten geblieben. Die Jahreszahlen auf der Altarseite des Chorbogens 1476 und an der Westwand 1487 geben Anhaltspunkte für die Datierung. Das Chorgewölbe zeigt dekorative Darstellungen von Ranken und Vögeln, unter anderem den Pelikan als Symbol für den Opfertod Christi. Am Chorbogen ist das Schweißtuch Christi dargestellt, über dem Chorscheitelfenster der Schmerzensmann, außerdem Wappen. Auf der westlichen Seite des Chorbogens ist Christus als Salvator mundi zwischen den knienden Kain und Abel dargestellt. Über der Tür zur Sakristei ist ein gemaltes Gesprenge zu finden, außerdem eine Halbfigur des Kirchenpatrons.
Auf den Gewölbefeldern des Kirchenschiffs sind männliche und weibliche Heilige auf angedeuteten Konsolen dargestellt, unter anderem der heilige Georg auf dem besiegten Drachen sowie Wappenschilde, von denen zwei von wilden Männern gehalten werden. Eine der größten Scheitelrauten ist mit einer Darstellung der Muttergottes mit einem davor knienden Stifter zu finden.
Die weitere Ausstattung ist neugotisch und stammt aus dem Jahr 1875. Am Hochaltar sind wertvolle ältere Schnitzfiguren, darunter der heilige Andreas als schlanke Gestalt in bewegtem Mantel, aus der Zeit um 1520/1530 zu finden. Etwa gleichzeitig ist die Figur des heiligen Florian in prachtvoller modischer Renaissancetracht entstanden. Eine Schnitzfigurengruppe der Taufe Jesu Christi auf dem Deckel des Taufsteins ist eine feine Arbeit des späten Rokoko.